# Shanley Kane
Pour les articles homonymes, voir Kane.
Shanley Kane est une journaliste américaine, née en 1987. Elle est cofondatrice, PDG et rédactrice en chef de la revue technologique trimestrielle Model View Culture jusqu'à la fermeture en 2017,,,.

## Biographie
Kane naît et grandit dans le Minnesota. Elle fréquente le Columbia College de Chicago, où elle étudie la littérature de fiction, puis à l’université Carnegie-Mellon, où elle étudie l'écriture technique. Après avoir obtenu son diplôme, elle déménage à San Francisco et commence à travailler dans des sociétés de technologie et de logiciels de la Silicon Valley.
En 2013, Kane démissionne de son poste pour lancer Model View Culture avec sa cofondatrice Amelia Greenhall,. La revue documente la culture dans l'industrie de la technologie, en particulier le harcèlement des femmes qui travaillent dans l'industrie et l'exclusion des personnes issues de minorités,. Kane  annonce la fermeture de Model View Culture le 7 février 2017, indiquant que son prochain projet est un livre « qui vise à montrer, à travers une analyse politique et des histoires personnelles, la corruption, la pourriture et le mal au sein l'empire de l'industrie technologique ».